# Semper Fi (2001)
Semper Fi es una película estadounidense de 2001, basada en las vidas de un grupo de jóvenes reclutas futuros marines del Pelotón 3015 instalados en la base de entrenamiento Marine Corps Recruit Depot Parris Island perteneciente al Cuerpo de Marines de Estados Unidos en la localidad de Parris Island, desde su entrada en el campo de entrenamiento para su asignación a una unidad de los Marines.

## Sinopsis
La película narra las vidas de un grupo de jóvenes reclutas, desde su entrada en el campo de entrenamiento de Parris Island, para su asignación a una unidad de los Marines, con participaciones en una serie de acciones militares que tienen que llevar a cabo para lograr dicho objetivo. Los reclutas de Pelotón 3015, unidos en su deseo de hacer que el código "honor, compromiso y valentía" sean su nueva forma de vida, los reclutas son: el privilegiado Cliff Truckee (Scott Bairstow) y Sharon Exler (Bianca Kajlich), los cuales se inscriben para encontrar un mayor significado en sus vidas protegidas; Keith Maddox (Vicellous Reon Shannon), que trata de escapar del pasado criminal de su padre, Steve Russell (Steve Burton), que trata de vivir de acuerdo con las normas establecidas por su padre Marine sus compañeros y hermanos, y Douglas Cepeda (Michael Peña), María Vélez (Tammy Townsend) y Kosegin Alex (Alex Burns), que se resisten a la resaca de su pobreza y a la búsqueda de nuevos desafíos. A su vez Cliff Truckee (Scott Bairstow) niega un comienzo privilegiado en la vida en un colegio superior, mientras que otros jóvenes se alistan. En el autobús de Chicago conoce a una chica en su camino a unirse a los Marines, se enamora y decide hacer lo mismo. Parris Island es físicamente difícil, pero es los problemas que se traen de casa que pone en peligro el éxito de algunos reclutas, en un caso extremo, incluso una vida. La unión del equipo está cambiando a Cliff, pero también puede hacerlo un corazón roto.

## Reparto
Scott Bairstow ... Cliff Truckee

Steve Burton ... Steve Russell

Vicellous Reon Shannon	...  Keith Maddox

Alex Burns   ... Alex Kosegin

Bianca Kajlich	... Sharon Exler

Michael Peña ... Douglas Cepeda

Tammy Townsend	 ... María Vélez

Terry O'Quinn	... Padre de Cliff

Greg Serano ... Garza

Sandra Quarterman  ... Sargento Hovis

Joseph Latimore

Lana Parrilla

Kathryn Lewis ... Instructor de entrenamiento

Keith David ...  Sargento de armas Brinkloff

Freddie Joe Farnsworth	... Sargento Fante

Bruce McKinnon ... Conductor de autobús

Andre Armstead	...	Receiving NCO

Ann Hubbard	 ...	Receiving NCO

James Chittenden ...	Comandante de series

Richard Tisdale	 ...	PMI #2

Deana Sherrill	...	PMI #1

Demond McGhee	...	PMI #3

Edward Card	...	Marine

Aaron Wilson	 ...	Marine

Joseph Reconnu	...	Instructor de entrenamiento

Joseph Roberts	...	PT instructor #1

Gary Slater	 ...	PT instructor #2

Jeff Roberts	 ...	 Instructor de Gas #1

Cortez Pree	 ...	 Instructor de Gas#2

Garnasia Bogus	 ...	Comandante de series

Andy Richards	...	Pastor

Robert Taylor	 ...  Maestro de rápel #1

Marcelino Delvalle	 ...  Maestro de rápel #2

Jesse Gray	 ...	Maestro de rápel #3

Troy Briton	 ...  Instructor de natación #1

Douglas Culverhouse	 ... Instructor de natación #2

David Dwyer	 ...	Barman

Thomas Ryan	 ...	Instructor de natación #3

Robin Fortner	 ...	PMI

Lisa Dunn	 ...	Comandante de series

Drake A. Ferguson	 ...	Event 4 leader

Brian D. Phelan	 ...	Recluta Thomas

James H. Marsh	 ...	PMI

Juan Mendoza	 ...	Instructor de campo #1

Joseph Streeter	 ...	Instructor de campo #2

Michelle Clark	 ...	Recluta Moultrie

Erica Gartner	 ...	Recluta Cargioli

### Resto del reparto en forma alfabética
Michael Arturo	 ...	 Piloto avión de caza

Scott Dale	 ...	Pugil-Stick Opponent (no acreditado)

Jon Drew	 ...	Reportero (no acreditado)

Cal Johnson	 ...	Pugil-Stick Opponent (no acreditado)

James Pickens Jr.	 ...	Mr. Maddox (no acreditado)

Rick Ravanello	 ...	Sargento (no acreditado)

James Troutman	 ...  Guardia de prisión (no acreditado)